# Chambéry

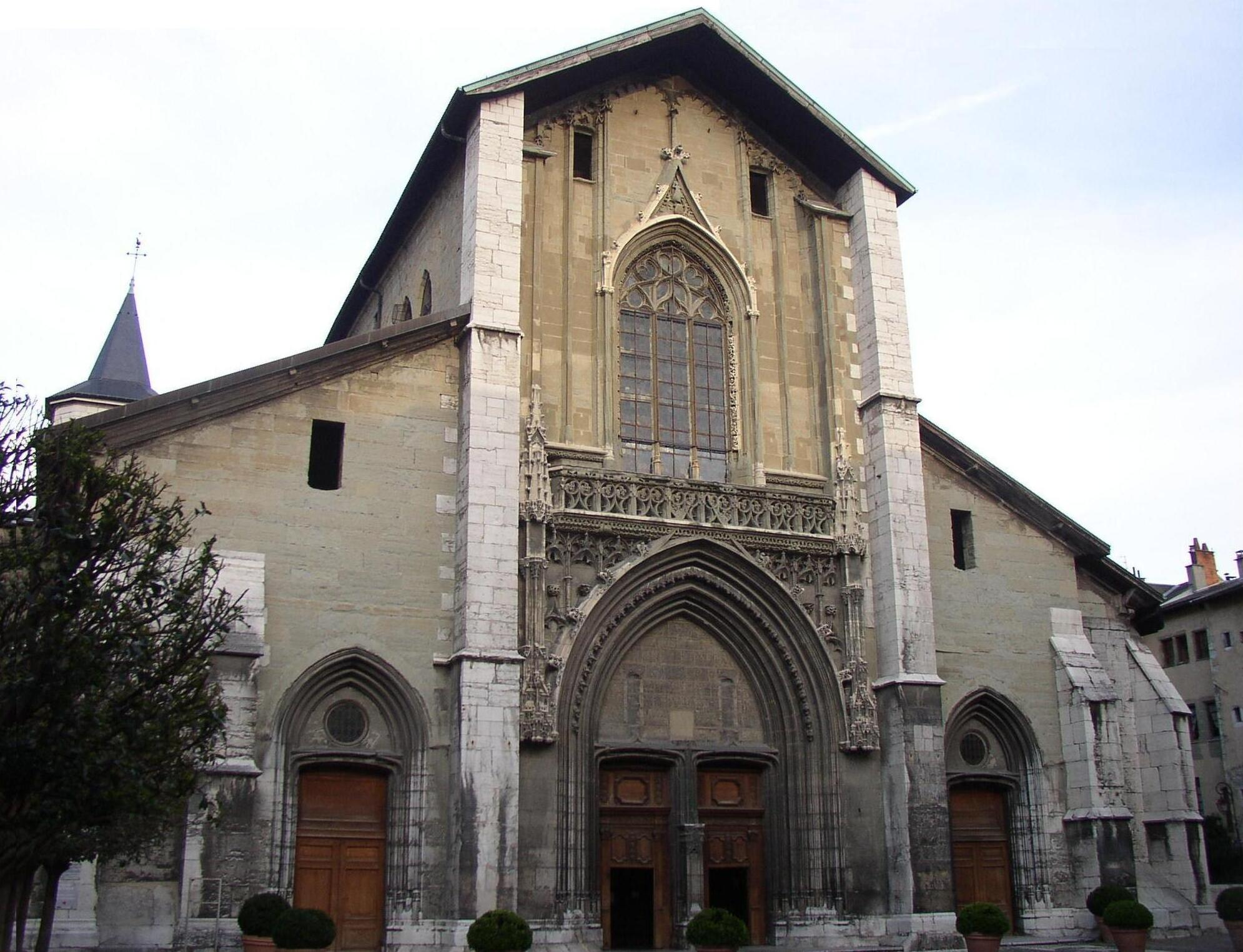
Kathedrale Saint-François-de-Sales

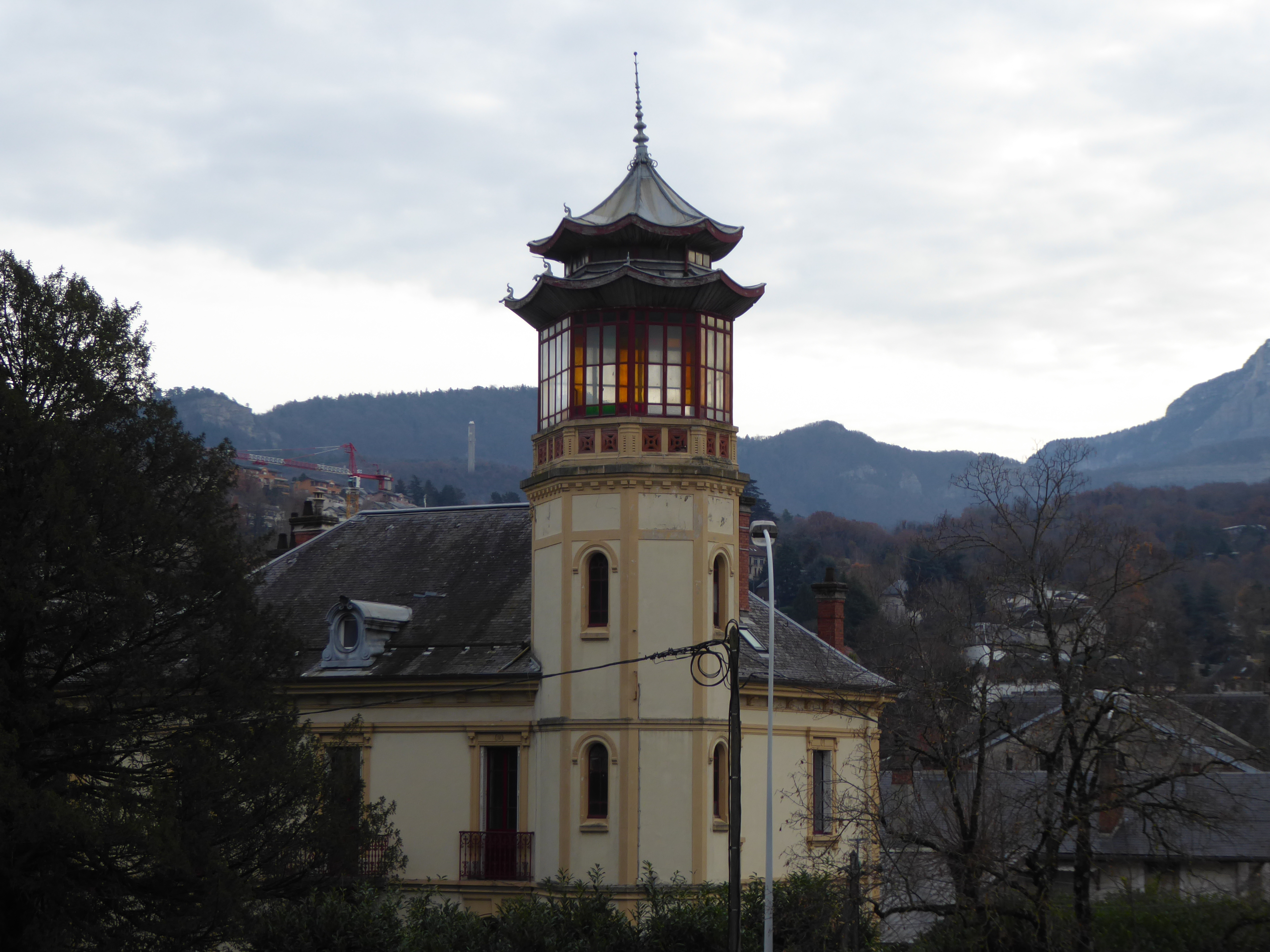
Die Villa Saïgonnaise am Faubourg Maché 693

Chambéry [ʃɑ̃beʁi] (deutsch veraltet Kamrach, früher italienisch Ciamberì) ist eine Stadt in der Region Auvergne-Rhône-Alpes in Frankreich. Sie ist die Präfektur (Verwaltungssitz) des Départements Savoie. Die Bewohner werden Chambériens und Chambériennes genannt.
Die Stadt bildet ein Siedlungszentrum im Sillon alpin, verfügt über einen Flughafen und beherbergt den Sitz der Universität Savoyen. Auf einer Fläche von 20,99 km² wohnen 60.251 Einwohner (Stand: 1. Januar 2022).
Chambéry wurde zur Alpenstadt des Jahres 2006 gekürt und gilt offiziell als Stadt der Kunst und der Geschichte. Die Gemeinde erhielt 2022 die Auszeichnung „Drei Blumen“, die vom Conseil national des villes et villages fleuris (CNVVF) im Rahmen des jährlichen Wettbewerbs der blumengeschmückten Städte und Dörfer verliehen wird.

## Geografie
Die Stadt liegt auf 270 m am Fuße der Savoyer Alpen. Nicht weit entfernt befinden sich im Südwesten der Regionale Naturpark Chartreuse und im Nordosten der Regionale Naturpark Massif des Bauges, mit dem die Gemeinde als Zugangsort assoziiert ist. Im Süden liegen die Weinlagen der Coteaux de la Combe de Savoie, im Norden ist der Lac du Bourget vier Kilometer von Chambéry entfernt, im Westen liegt der kleinere Lac d’Aiguebelette.
Der Lac du Bourget ist der größte Natursee Frankreichs und wird zum größten Teil von Fluss Leysse gespeist, der das Stadtgebiet von Süden nach Norden durchquert.
Im Zentrum Chambérys liegt die Place Saint-Léger mit vielen repräsentativen Häusern, vornehmlich aus dem 18. Jahrhundert. Ursprünglich wurden diese Gebäude um eine kleine Insel herum gebaut, die vom Fluss Albanne gebildet worden war. In der zweiten Hälfte des 19. Jahrhunderts wurde die Albanne verlegt, so dass in der Stadt die Fläche des Platzes gewonnen wurde. Die Albanne (der Name bedeutet «die Weiße») fließt heute ein wenig weiter östlich in die Leysse. Westlich des Stadtzentrums mündet die Hyère in die Leysse.
Seit der ersten Hälfte des 19. Jahrhunderts führt die Rue de Boigne quer durch das Stadtzentrum. Sie wurde im Zuge der sogenannten Haussmannisierung angelegt und durchbrach die kleingliedrigen Stadtstrukturen und brachte gehobene Wohn- und Geschäftshäuser in die Altstadt. Die Straße führt vom Flussübergang über die Leysse in gerader Linie zum Schloss von Chambéry.
Im weiten Stadtgebiet liegen außerhalb der Altstadt mehrere Außenquartiere und Dörfer. Die Stadt besteht aus den Quartieren:
- Biollay: Hôpital, Maché
- Bissy: Challot, Chamoux, Charrière-Neuve, la Labiaz, les Landiers, Z.I. Bissy
- Centre: Angleterre, Bellevue, la Cassine, le Covet, la Gare, le Grand Verger, Montjay, le Stade
- Laurier: Buisson-Rond, Curial, les Charmettes, Joppet, Lémenc, les Monts, Mérande
- Chambéry-le-Vieux: Les Bois, le Carré, le Fromaget, Morraz, Putigny, Saint-Ombre
- Hauts-de-Chambéry: Beauvoir, Chantemerle, les Châtaigniers, la Chenavière, les Combes, la Croix-Rouge, le Mollard, le Piochet, Pugnet.

In der aktuellen Stadtgeographie Savoyens spricht man dank der regionalen Siedlungs- und Wirtschaftsentwicklung vom zusammengehörenden Raum des «Beckens von Chambéry», das neben der Zentralstadt auch die Gemeinden Barberaz, Bassens, Cognin, Jacob-Bellecombette, La Motte-Servolex, La Ravoire, Saint-Alban-Leysse, Sonnaz und Aix-les-Bains umfasst.

## Geschichte
Bereits die Römer hatten an der Stelle des heutigen Chambéry eine Siedlung, die sie Lemencum nannten. Chambéry kommt erstmals 1029 als Camberiacum in Urkunden vor und war vom 11. bis zum 13. Jahrhundert eine selbstständige Grafschaft. 1232 wurde es vom Grafen Thomas I. von Savoyen erworben, der den Einwohnern wichtige Privilegien verlieh. Graf Amadeus V. machte Chambéry 1295 zur Hauptstadt der Grafschaft Savoyen, welchen Status sie bis 1563 behielt.
Die Herzöge von Savoyen bewahrten das Turiner Grabtuch, nachdem sie es 1453 von einer Nachfahrin Geoffroy de Charnys erworben hatten, mit Unterbrechungen in Chambéry auf und schließlich dauerhaft von 1502 bis 1578 in der Sainte-Chapelle von Chambéry. Beim Brand der Sainte-Chapelle am 4. Dezember 1532 wurde das Grabtuch beschädigt und trägt seitdem die heute sichtbaren Brandlöcher. 1578 ließ Herzog Emanuel Philibert von Savoyen die Reliquie von Chambéry in seine neue Residenzstadt Turin in den Turiner Dom überführen.
Zwischen 1536 und 1713 wurde Chambéry mehrfach von den Franzosen besetzt. Der Friede von Utrecht sprach es wieder Savoyen zu. 1730 ließ sich der König Viktor Amadeus II. von Sardinien, nachdem er die Regierung niedergelegt hatte, hier nieder. 1742 wurde Chambéry von einer französisch-spanischen Armee erobert. Von 1792 bis 1814 stand die Stadt erneut unter französischer Herrschaft und war Hauptort des Départements Mont-Blanc. Hatte der Erste Pariser Frieden vom 30. Mai 1814 Chambéry bei Frankreich gelassen, so kam es im Zweiten Pariser Frieden vom 20. November 1815 an Sardinien zurück. 1860 wurde es mit Savoyen endgültig an Frankreich abgetreten.
Im Zweiten Weltkrieg war der Bahnhof von Chambéry ein Ziel der Bombardierungen am 26. Mai 1944 durch die Luftwaffe der USA. Wegen der großen Streuung fielen zahlreiche Bomben auch auf die Innenstadt, wodurch dreihundert Gebäude zerstört wurden; 120 Personen starben und über dreihundert wurden verletzt. Am 29. August 1943 wurden bei der Kathedrale zwei Frauen wegen des Vorwurfs der sogenannten Horizontalen Kollaboration erschossen. Am 17. Juni 1945 wurde in Chambéry ein Rückführungstransport mit internierten Soldaten der faschistischen Division Azul angegriffen und der Zug musste mit mehreren Toten ins Internierungslager La Plaine (Genf) zurückkehren.
1961 fusionierte die Stadt mit den ehemaligen Nachbargemeinden Bissy (Savoyen) und Chambéry-le-Vieux.

## Politik
2020 wurde Thierry Repentin von der linken Liste LDVG zum Bürgermeister gewählt. Er gewann gegen den konservativen Amtsinhaber Michel Dantin, der seit 2014 dieses Amt innehatte.

## Sehenswürdigkeiten

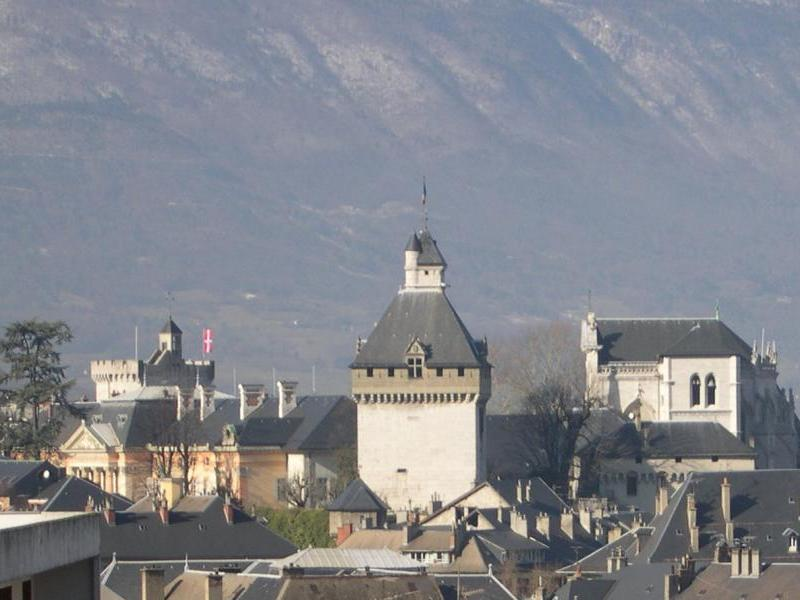
Schloss der Herzöge von Savoyen

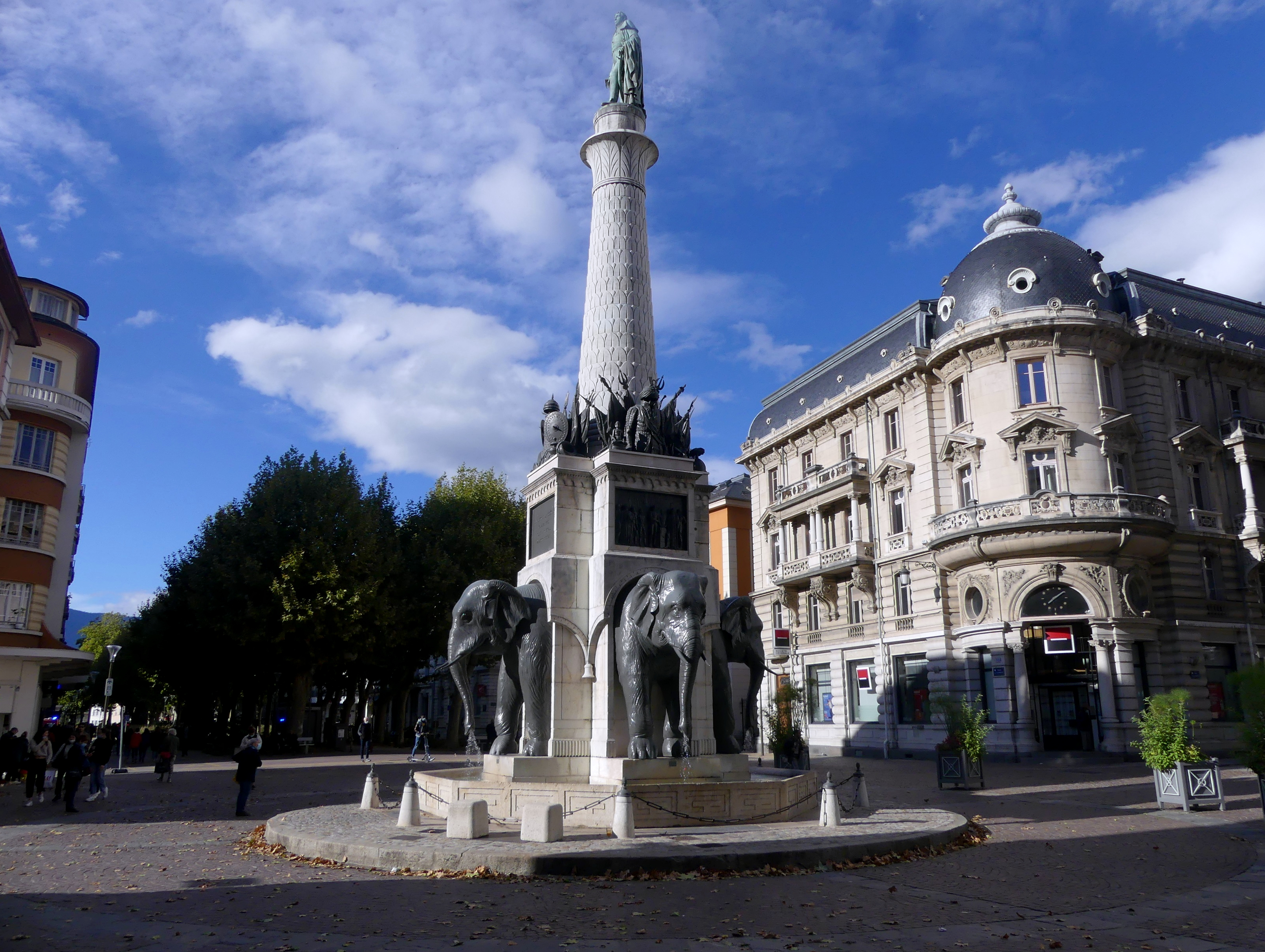
Elefantenbrunnen

Siehe auch: Liste der Monuments historiques in Chambéry
- Kathedrale Saint-François-de-Sales aus dem 15. und 16. Jahrhundert, Bischofskirche des Erzbistums Chambéry
- Schloss Chambéry, ehemaliger Wohnsitz der Herzöge von Savoyen
- Kirche Saint-Pierre de Lémenc
- Schloss Buisson-Rond (Château de Boigne)
- Schloss Caramagne
- Fontaine des Éléphants (Elefantenbrunnen) zu Ehren des Generals Benoît de Boigne von 1838
- Musée des Beaux-Arts de Chambéry (Kunstmuseum)
- Musée savoisien (Museum für die Kulturgeschichte Savoyens)
- Rotonde ferroviaire de Chambéry, Lokomotivdepot
- Carmel de Chambéry
- Markthallen Halles de Chambéry
- Denkmal für Joseph de Maistre und Xavier de Maistre
- Denkmal Jean-Jacques Rousseau

## Kultur
Seit 2003 findet in der Stadt einmal im Jahr ein Comic-Festival statt.

## Sport
Der Handballclub Chambéry Savoie HB gehört zu den Spitzenclubs der französischen 1. Division.
1989 fanden die UCI-Straßen-Weltmeisterschaften in Chambéry statt.

## Partnerstädte
Chambéry unterhält seit 1997 eine Partnerschaft mit der italienischen Großstadt Turin im Piemont und seit 1979 eine Partnerschaft mit Albstadt in Baden-Württemberg. Ferner gibt es freundschaftliche Beziehungen zu Carouge im Schweizer Kanton Genf und zu Blainville (Québec) in Kanada. Eine Kooperation besteht mit der Stadt Ouahigouya in Burkina Faso.

## Wirtschaft
In der Stadt befinden oder befanden sich mehrere Industriefirmen: Pechiney (heute teil von Alcan), Transalpine, Cafés Folliet, Placoplatre, Opinel, Vetrotex.
In den 1950er Jahren errichtete der Industriekonzern Saint-Gobain ein Produktionswerk in der neuen Gewerbezone von Chambéry.
Die Eisenbahngesellschaft SNCF führt bei Chambéry ein regionales Unterhaltswerk.
Chambéry zählt zu den französischen Städten, die für ihre bedeutende Start-up-Wirtschaft das staatliche Label French Tech erhalten haben.

## Verkehr
Nahe der Stadt, auf dem Gebiet der Gemeinde La Motte-Servolex und am Lac du Bourget, befindet sich der Flughafen Chambéry-Savoie.
Der Bahnhof Chambéry – Challes-les-Eaux ist an das TGV-Hochgeschwindigkeits-Netz angebunden. Er liegt an der Bahnstrecke Culoz–Modane und ist Endpunkt der Bahnstrecke Saint-André-le-Gaz–Chambéry. In der Nähe des Bahnhofs liegt der auch durch Fernbusse bediente Busbahnhof, der von Transdev betrieben wird.
Durch Chambéry führt die Schnellstraße N 201 und ganz im Norden liegt ein kurzes Stück der Autobahn A 43 im Stadtgebiet.

## Persönlichkeiten

### Söhne und Töchter der Stadt
- Felix V. (1383–1451), Herzog von Savoyen und Gegenpapst
- Emanuel Philibert (1528–1580), Herzog von Savoyen und Statthalter der habsburgischen Niederlande.
- Marc-Claude de Buttet (1530–1586), Humanist und Dichter
- Amédée François Frézier (1682–1773), Militärexperte, Mathematiker, Spion und Entdecker
- Claudius Maria von Bellegarde (1700–1755), sächsischer Generalleutnant und Diplomat
- Andreas Anton von Capris (1716–1776), kurbayerischer Generalmajor
- Jacques Thomas Astesan (1724–1783), Dominikaner, Erzbischof von Oristano
- Moritz von Bellegarde (1743–1792), sächsischer Generalleutnant
- Benoît de Boigne (1751–1830), Abenteurer und Militärberater u. a. in Indien, Wohltäter in seiner Heimatstadt
- Joseph de Maistre (1753–1821), politischer Schriftsteller und Gesandter des sardischen Königs in Sankt Petersburg
- Alberto Blanc (1835–1904), italienischer Politiker und Diplomat
- Antoine Pillet (1857–1926), Rechtswissenschaftler
- Marius Mars-Vallet (1867/69–1957), Bildhauer und Medailleur
- Claude Chapperon (1877–1944), Radrennfahrer
- François Sevez (1891–1948), Generalmajor und französischer Unterzeichner der deutschen Kapitulation im Mai 1945 in Reims
- Madeleine Rebérioux (1920–2005), Historikerin
- Gilbert Durand (1921–2012), Philosoph, Soziologe und Anthropologe
- Michel de Certeau (1925–1986), Soziologe und Kulturphilosoph
- Lucien Sève (1926–2020), Philosoph und politischer Aktivist
- Sylvie Schenk (* 1944), Schriftstellerin
- Jean Pacalet (1951–2011), Akkordeonist und Komponist
- Béatrice Coron (* 1956), Künstlerin
- Vincent Lavenu (* 1956), Radrennfahrer
- Jacques Veyrat (* 1963), Geschäftsmann, Unternehmer und Milliardär
- Thierry Gerbier (1965–2013), Biathlet
- Corinne Favre (* 1968), Skibergsteigerin und Bergläuferin
- Stéphane Exartier (* 1969), französisch-polnischer Skirennläufer
- Fabrice Ougier (* 1971), Freestyle-Skier
- Wilfried Bien (* 1974), französischer Fußballschiedsrichter
- Renaud Capuçon (* 1976), Violinist und Kammermusiker
- Cédric Regnier-Lafforgue (* 1977), Freestyle-Skier
- Julien Regnier-Lafforgue (* 1979), Freestyle-Skier
- Nicolas Tourte (* 1979), Tennisspieler
- Rémi Santiago (* 1980), Skispringer
- Mathieu Avanzi (* 1981), romanistischer Sprachwissenschafter
- Gautier Capuçon (* 1981), Cellist und Kammermusiker
- Olivier Giroud (* 1986), Fußballspieler
- Michaël Rossi (* 1988), Autorennfahrer
- Kévin Fouache (* 1989), Radsportler
- Laëtitia Philippe (* 1991), Fußballspielerin
- Marie Bochet (* 1994), Skirennläuferin
- Jimmy Cabot (* 1994), Fußballspieler
- Koceila Mammeri (* 1999), Badmintonspieler
- Yohann Ndoye-Brouard (* 2000), Schwimmer
- Alessandro Batby (* 2001), Skispringer
- Marie Lamure (* 2001), Skirennläuferin
- Fany Bertrand (* 2002), Biathletin
- Océane Michelon (* 2002), Biathletin
- Bastien Tronchon (* 2002), Radrennfahrer
- Naïlé Meignan (* 2003), Sportkletterin

### Verbunden mit der Stadt
- Thomas I. von Savoyen (1178–1233), der zweite Gründer des savoyischen Staates, Stadtherr von Chambéry seit 1232.
- Jean-Jacques Rousseau (1712–1778), Genfer Schriftsteller, Philosoph und Pädagoge lebte von 1729 bis 1742 in Chambéry. Ihm ist ein Denkmal und eine Mediothek in der Stadt gewidmet.
- Amélie Gex (1835–1883), frankoprovenzalisch-französische Schriftstellerin.
- Victor Lafay (* 1996), Radrennfahrer